# 日経トレンディ
『日経トレンディ』（にっけいトレンディ）は、日本経済新聞社系列の日経BPが発刊する月刊誌である。1987年11月4日創刊。2008年6月までは同じ日本経済新聞社系列の日経ホーム出版社が発売していた（日経ホーム出版社は2008年7月1日付を以て日経BP社と合併）。現在の編集長は澤原昇（2022年1月〜）。2024年1月から6月の平均発行部数は4万6255部（日本ABC協会の調べ）。

## 概要
「個人生活を刺激する流行情報誌」をキャッチフレーズに現在トレンドになっている商品、サービス、ビジネスに関する記事が中心で類似商品の満足度や価格の比較などもある。雑誌はA4判で写真・表・グラフが多く、オールカラーである。日経関連の雑誌だけに単に流行を追うだけでなくその「仕掛け人」へのインタビューなどもあり、ビジネス情報誌にもなっている。
雑誌の性質上トレンドを追う為、時期によってチョコエッグ、チョコQなどの食玩、ガンプラなどのフィギュア、旭山動物園の人気から動物園や水族館などを特集した事もある。
創刊当初は月2回刊であったが、創刊3周年にあたる1990年11月4日発売の号より月刊となった。

## ヒット商品ベスト30
創刊以来、毎年12月号にその年にトレンドとなったものを選出する「ヒット商品ベスト30」を掲載している。「ヒット商品」と銘打っているが「商品」だけでなくイベントや文芸・映画作品なども含まれることもあり、新語・流行語大賞と並び世相を反映したランキングとして年々注目度が増している。「ヒット商品ベスト30」と同時に「ヒット商品予測ランキング」および「今年の顔」と「来年の顔」も発表される。
なお12月号の企画として選考されるため、発表は毎年11月上旬に行われる。2024年は「今年の顔」にSnow Manの目黒蓮と歌手のあの、「来年の顔」に俳優の板垣李光人がそれぞれ選出された。
2017年には、創刊30周年を記念して1987年〜2016年の「ヒット商品ベスト30」に選出された全890アイテムの中から「ヒット商品グランドチャンピオン」を発表した。
| 年度                                 | 1位                              | 2位                       | 3位                                                | 出典   |
| ------------------------------------ | -------------------------------- | ------------------------- | -------------------------------------------------- | ------ |
| 1987年                               | 自動製パン機                     | サラダ記念日              | NICS製品                                           |        |
| 1988年                               | 東京ドーム                       | シーマ（3ナンバー車）     | リゾートマンション                                 |        |
| 1989年                               | ハンディカム55                   | 吉本ばなな                | フラワーロック                                     |        |
| 1990年                               | 水族館                           | BSチューナー内蔵テレビ    | ちびまる子ちゃん                                   |        |
| 1991年                               | カルピスウォーター               | ムーバ                    | 画王                                               |        |
| 1992年                               | 大型ゲームセンター               | オートキャンプ            | カラオケルーム                                     |        |
| 1993年                               | Jリーグ                          | 格安紳士服                | セービング                                         |        |
| 1994年                               | 輸入ビール                       | 格安PB商品                | カーナビゲーション                                 |        |
| 1995年                               | マルチメディアパソコン           | 携帯電話                  | オデッセイ                                         |        |
| 1996年                               | インターネット                   | 携帯電話・PHS             | インポートブランド                                 |        |
| 1997年                               | たまごっち                       | もののけ姫                | 失楽園                                             |        |
| 1998年                               | タイタニック                     | iMac                      | 外貨建て金融商品                                   |        |
| 1999年                               | 宇多田ヒカル                     | iモード                   | 10万円パソコン                                     |        |
| 2000年                               | ユニクロ                         | PlayStation 2             | DVD                                                |        |
| 2001年                               | ユニバーサル・スタジオ・ジャパン | 東京ディズニーシー        | 千と千尋の神隠し                                   |        |
| 2002年                               | ワールドカップサッカー           | ハリー・ポッター          | アブトロニック                                     |        |
| 2003年                               | 阪神タイガース                   | ヘルシア緑茶              | 日清具多                                           |        |
| 2004年                               | 冬のソナタ                       | 伊右衛門                  | 世界の中心で、愛をさけぶ                           |        |
| 2005年                               | iPod nano&ITMS                   | 愛知万博（愛・地球博）    | ブログ                                             |        |
| 2006年                               | ニンテンドーDS Lite&鍛脳ゲーム   | 軽自動車                  | TSUBAKI                                            |        |
| 2007年                               | Wii                              | ビリーズブートキャンプ    | 動画共有                                           | [ 5 ]  |
| 2008年                               | プライベートブランド             | Eee PC                    | Wii Fit                                            | [ 6 ]  |
| 2009年                               | プリウス&インサイト              | キリンフリー              | ドラゴンクエスト9                                  | [ 7 ]  |
| 2010年                               | 食べるラー油                     | 3D映画                    | スマートフォン                                     | [ 8 ]  |
| 2011年                               | スマートフォン                   | Facebook                  | “節電”扇風機                                       | [ 10 ] |
| 2012年                               | 東京スカイツリー                 | LINE                      | 国内線LCC                                          | [ 11 ] |
| 2013年                               | コンビニコーヒー                 | パズル&ドラゴンズ         | アベノミクス消費                                   | [ 12 ] |
| 2014年                               | アナと雪の女王                   | 妖怪ウォッチ              | ウィザーディング・ワールド・オブ・ハリー・ポッター | [ 13 ] |
| 2015年                               | 北陸新幹線                       | 火花                      | インバウンド消費                                   | [ 14 ] |
| 2016年                               | ポケモンGO                       | 君の名は。                | IQOS                                               | [ 15 ] |
| グランドチャンピオン （1987-2016年） | スマートフォン                   | LINE                      | インターネット                                     | [ 16 ] |
| 2017年                               | Nintendo Switch                  | 明治ザ・チョコレート      | クラウドファンディング                             | [ 17 ] |
| 2018年                               | 安室奈美恵                       | ドライブレコーダー        | ペットボトルコーヒー                               | [ 18 ] |
| 2019年                               | ワークマン                       | タピオカ                  | PayPay                                             | [ 19 ] |
| 2020年                               | 鬼滅の刃                         | マスク消費                | あつまれ どうぶつの森                              | [ 20 ] |
| 2021年                               | TikTok売れ                       | ウマ娘 プリティーダービー | シン・エヴァンゲリオン劇場版                       | [ 21 ] |
| 2022年                               | Yakult1000／Y1000                | ちいかわ                  | PCM冷却ネックリング                                | [ 22 ] |
| 2023年                               | ChatGPT                          | chocoZAP                  | THE FIRST SLAM DUNK                                | [ 23 ] |
| 2024年                               | 新NISA&「オルカン」投資          | 大谷翔平売れ              | Vポイント                                          | [ 24 ] |

- 参考文献
  - 「400号特別企画 30年史から読み解く！10大業界“ヒット予想”年表」『日経トレンディ』2016年6月号。（同号の86-87頁に1987年〜2015年のトップ10の一覧あり）

## 不祥事
2000年10月号において、無印良品のソファの品質について客観性に欠ける臆測にもとづいた批評記事を掲載した。この件に関して、株式会社良品計画から抗議を受けた。日経トレンディ編集部は良品計画の主張を認め、同年12月号に訂正文を掲載した。